# لورن کاکس
لورن کاکس (انگلیسی: Lauren Cox؛ زادهٔ ۲۰ آوریل ۱۹۹۸) بازیکن بسکتبال اهل ایالات متحده آمریکا است.
وی در مسابقات کشوری و بین‌المللی در مجموع برندهٔ ۳ مدال طلا شده‌است.